# Kirov oblasts regionslag i bandy
Kirov oblasts regionslag i bandy representerar Kirov oblast i bandy på herrsidan. Laget började spela i Russian Government Cup 2010.